# Andrzej Pfitzner
Andrzej Pfitzner (ur. 16 listopada 1951 w Katowicach) – polski elektronik, doktor habilitowany nauk technicznych. Specjalizuje się w inżynierii komputerowej, mikroelektronice. Profesor nadzwyczajny Wydziału Elektroniki i Technik Informacyjnych Politechniki Warszawskiej.

## Życiorys
Absolwent Wydziału Elektroniki Politechniki Warszawskiej (1974). Doktoryzował się w 1978 na podstawie pracy pt. Analiza właściwości statycznych i dynamicznych przyrządów półprzewodnikowych w oparciu o numeryczne rozwiązanie równań transportu przygotowanej pod kierunkiem Jerzego Pułtoraka. Habilitację z elektroniki uzyskał w 1999 na podstawie dotychczasowego dorobku naukowego i pracy pt. Modelowanie elementów półprzewodnikowych dla statystycznej symulacji układów scalonych VLSI.
Na Wydziale Elektroniki i Technik informacyjnych pracę rozpoczął w 1977, w tym od 2002 jako profesor nadzwyczajny. Wykładał szereg przedmiotów na tym wydziale. Odbywał staże naukowe w Tuluzie (1992, 1993) i Pittsburghu (1995).

## Działalność naukowa
Początkowo Andrzej Pfitzner zajmował się analizą numeryczną działania przyrządów półprzewodnikowych i układów scalonych, jak również badaniem warunków pracy tych przyrządów i doskonaleniem algorytmów numerycznych. W latach 80. skupił się na zagadnieniach związanych z projektowaniem układów scalonych wspomaganym komputerowo i symulacją statystyczna procesów technologicznych, co kontynuował w latach 90., łącząc metody numeryczne z modelami analitycznymi. W 2006 rozpoczął współpracę z profesorem Wojciechem Małym w rozwijaniu nanometrowej technologii VeSTIC (Vertical Slit Transistor based Integrated Circuits). Był kilkukrotnie nagradzany przez Rektora Politechniki Warszawskiej, natomiast w 1993 otrzymał zespołową nagrodę Ministra Edukacji Narodowej.

## Życie prywatne
Ma żonę, córkę i syna.